# イグザンプラー
イグザンプラーは、インターネット放送The Color Television Networkで2006年4月22日まで放送されていた情報バラエティ番組である。イグザンプラー終了後は4月28日～tvkで『イグザンプラーテレビ』（現在は『イグザンプラードラマ』）として放送開始。東京MXテレビで放送されていた『テレバイダー』のスタッフが再集結して制作しており、『テレブリッド』と並びテレバイダーシリーズの一種といえる。

## 概要
放送開始時間は毎週土曜22:00-22:30（生放送。なおこの時間帯以外でもオンデマンドで視聴可能）。2005年2月よりMacromedia Flashを用いた無料ストリーミング放送によるニュース形式のバラエティ番組として試験放送開始。現在はスポンサーである携帯電話コンテンツ会社ドワンゴの協力で、会員制携帯電話ストリーミング放送サービス「パケラジ（パケットラジオ）」においても無料放送中である。なお、本編終了後には「パケラジ」のみの放送が数分間ある。2005年9月からはMSNビデオでの配信も開始された（一部コーナーのみ）※現在は終了。さらに2006年8月からはYahoo!動画でも過去のコーナーの配信が開始された。
内容はテレバイダーを踏襲したかたちで、時事の話題に対して斜に構えた姿勢、裏番組速報（登録者のみ裏番組速報の原稿がメールで届くサービスを実施）、ネット検索結果などのナンセンスな数値データ情報、放送原稿のウェブ上公開などもそのまま移行している。「イグザンプラー」からの新しい試みとしてはブログの公開や、放送終了後、22時30分頃からBBSを通じてアンカーマン金剛地と会話ができる「イグザンプラープラス1」がある（オンデマンド視聴は不可）。
なお、姉妹番組には金剛地がマーケットの現場を探るべく様々な企業に向かいレポートする「CTVN MARKET」、インタビューによる「CTVN DOCUMENT」がある。
2005年8月27日には放送時間が日本テレビの「24時間テレビ」の真裏であったため、金剛地武志が黄色いTシャツを着てマラソンをしている姿を30分間延々と放送し続けゴール直前で、アテネオリンピックの男子マラソンの乱入男と連想をさせられる服装した男に妨害され番組が終了した。その様子は後日、「CTVN SPORTS」という別番組の「第1回マラソン」としても公開された（一時公開を行っていなかったが再開した）。
また、2005年9月10日では、翌9月11日の第44回衆議院議員総選挙の前夜祭と題して生放送中に候補者の人気投票を行うという前代未聞の企画を実施し公職選挙法に挑戦するというかたちとなった（ただし、公職選挙法第138条の3「人気投票の公表の禁止」に抵触するため本放送中に人気投票の結果は発表していない）。
2005年11月19日の放送では、金剛地が「テレビの仕事」で不在だった為、寺田一人での放送となり「イグザンプラープラス1」も寺田が担当した。尚、「プラス1」終了後に「プラス2」と題し金剛地が登場しエア・ギターを披露したが、この部分が生放送かどうかは定かではない。
2005年11月26日より小林はるかが、12月3日より小川友佳が、2006年1月28日より相内優香がアンカーウーマンとして参入。
2005年12月31日～2006年1月1日にかけては「格闘技」を年跨ぎで放送、カウントダウンを行った。
2006年4月22日をもってネットでの放送は終了。最後のイグザンプラープラスワンでは金剛地大号泣で締めくくられた（思い出話をしている途中で終了というイグザンプラーらしい終わり方だった）。
2006年4月28日23時30分からtvkにて本物のテレビ局で放送開始。ネットの放送は終了したものの、パケラジでの放送は継続。パケラジではtvkで放送しているカメラ視点ではなくパケラジ独自のカメラ視点から見ることができ、CM中やVTR放送中のスタジオの様子も見ることができる。またインターネットでの視聴も完全に終了したわけではなく番組開始前・VTR中・終了後等、スタジオ内で起った出来事の映像や番組で発表されるキーワードをMSNサーチに入力すると見られる「特典映像」（週によっては違う特典の場合もある）番組中のコーナー「サーチフラッグ」インターネット限定コンテンツ「言論の自由が丘」などインターネットだけで見られる映像が多数ある。
2006年9月16日から10月2日まで期間限定で復活した。出演は寺田椿・清野茂樹（第1週～第3週）・猪瀬隆（第4週のみ）。金剛地の出演はない（ちなみに2006年9月30日のオールスター感謝祭に金剛地が出演した）。この復活放送では、ユーザーからの動画メール募集や番組の進行に応じプレーヤーに組み込まれたアイコンをクリックして様々なページを見るといった。新たな試みが行われている。

## 出演
- 金剛地武志
- 寺田椿（不定期出演）
- 小林はるか（2005年11月26日～）
- 小川友佳（2005年12月3日～）
- 相内優香（2006年1月28日～）

## コーナー
- 査定
  - 全国地域査定（東京区域査定の全国版 2005年6月25日の放送で終了）
  - 常任理事国査定（東京区域査定の常任理事国版 2005年7月2日放送からスタート、8月6日の放送で終了）
  - 民放キー局査定 Version1.1（東京区域査定の民放キー局版　2005年8月13日放送から「民放キー局査定」としてスタート、途中で査定内容が変更されたため「Version1.1」となっている。尚、特別篇という扱いでNHKの査定も行った。2005年10月8日まで）
  - 東京六大学査定（東京区域査定の六大学版 2005年10月15日～11月19日）
  - 東京ナンバープレート査定（東京区域査定の東京都内のナンバープレート版。2005年12月17日～2006年1月21日）
- テレビの情報（裏番組速報）
- 今週のブログ
番組ホームページのアンケートで決まった芸能人のブログにトラックバックしようという企画。ちなみにこの企画で井手らっきょのブログが紹介された際には本人からトラックバック返し及び感謝のコメントをイグザンプラーBlogに書き込んだ。
- 今週のコングラチュレイション（著名人の結婚・出産等）
- シティライツ
毎週一つのテーマをもとにしたラップを街行く皆さんに乗せてもらう イグザンプラーテレビでもタイトルを替えながらも継続中
- 今週の優良サイト
毎週イグザンプラーが独断と偏見で選んだ優良サイトを紹介するコーナー。番組中に優良ページに選ばれた管理人と生電話をしていた。また、優良サイトの証として番組特製優良サイトバナーを進呈した（ホームページによっては貼り付けていたサイトもあれば貼り付けていなかったサイトもあった）
- 天気予報
日にちと天候で検索をし、イグザンプラー独自の天気予報を伝えるコーナー。全民放の天気予報も流した。イグザンプラーテレビになってからも継続中。
- 今週の編集長様（雑誌編集長へインタビュー）
毎週様々な雑誌の編集長にインタビューするコーナー。毎回油取り紙で編集長の油度をチェックをしていた。
- 占いのコーナー
星座とラッキーワードを組み合わせて検索して、占いをするコーナー。イグザンプラーテレビでは更に血液型も加え継続中。
- 今週の笑っていいとも!
笑っていいとも!の一週間のゲスト一覧。テレバイダーと同じくバックにはサングラスが映されていた。
- 今週の徹子の部屋
徹子の部屋の一週間のゲスト一覧。こちらもテレバイダーと同じくバックにはたまねぎが映されていた。
- イグザンプラーで検索
毎回イグザンプラーで検索した結果を発表。前回との比較もしていた。また、寺田椿が出演する回は「夢見るティーパーティー」なる歌を熱唱する。
- サーチストリーム
9月16日～期間限定で復活時に登場。視聴者が検索エンジンのexciteを用いてその週のキーワードを一斉に検索しサーチストリーム機能にキーワードの文字を登場させようという企画。

### 試験放送時のコーナー
- 新・区域査定
毎週対象になった区の人にインタビューをする。毎回その区をお惣菜に例えると何？という質問があり、その区の人たちが一番多く選んだお惣菜を金剛地が一気食いするというのがお約束となっていた。